# 古書堂事件手帖
《古書堂事件手帖》，是由三上延所寫的推理小說作品，越島羽空負責插畫，MediaWorks文庫（ASCII Media Works）發行。小說中文正體版由台灣角川、簡體版則是天聞角川發行。2013年由富士電視台改編為「月九」電視劇，剛力彩芽主演。2017年2月公布改編成真人及動畫電影消息。

## 劇情簡介
北鎌倉不起眼角落有一家名為文現里亞的舊書店。店主篠川栞子美麗端莊，且具有深厚的舊書知識和縝密的推理能力。她單憑舊書主人所留下的蛛絲馬跡，便能些許窺得陌生人們不為人知的過去和秘密。某天，患有讀書障礙的失業青年五浦大輔請栞子鑒定去世外祖母留下的藏書，從而瞭解了一段鮮為人知的舊事。以此為契機，他成為文現里亞的店員，而圍繞一本本或平凡或普通的舊書，一段段曲折離奇又饒有趣味的小故事相繼上演。

## 舞台
故事開始於2010年8月。以神奈川縣北鎌倉為背景。出現的地名都是實際存在，但書店與人物則是小說杜撰。

## 登場人物

### 主要人物
篠川栞子
本作女主角，登場時25歲。劇中擔任偵探一角，文現里亞古書堂的店長。故事一開始，原為店長的父親於去年過世，所以由她繼承書店。
留著一頭黑色長髮，有著白皙肌膚的美人（與母親非常相似）。整個身材來說不算高大但胸部相對較豐滿。因為有深近視所以平常會戴眼鏡。
性格相當內向，不擅長與他人交談，但擁有龐大的舊書知識，也熱愛書籍，一談到書口條會變得很流暢。
登場時因脊椎受傷住院中，出院後平時會拄著一根拐杖行動。
對於會為了入手稀有書而不擇手段的母親相當厭惡，有著與母親相似的性格這點自己也非常恐懼。
五浦大輔
本作男主角，登場時23歲。
身材高壯，學生時代學習過柔道。性格木訥溫和，富有強烈的正義感。
因特殊原因從小便無法好好閱讀排滿印刷字體的書籍，長時間盯著看便會感到身體不適，只有漫畫與短篇小說能勉強讀完，本人稱為「閱讀恐懼症」，但其實非常憧憬閱讀。
由於內定的公司無預警的倒閉，大學畢業後便一直處於失業在家狀態，所以被母親稱為「噗輔」。為了鑑定外婆的遺物《漱石全集》，便前往文現里亞古書堂，在那裡與栞子解開了外婆的秘密，也因這個機緣而留在書店打工。
與篠川栞子結婚後入贅篠川家，兩人育有一女扉子，性格和外貌都與栞子十分相似。

### 其他人物
篠川文香
栞子的妹妹，目前就讀大輔的母校高中，小菅的同學。
與栞子相反，幾乎不懂舊書，個性也非常外向。負責篠川家的家事，擅長做料理。把母親留下姊姊的書秘密保管下來(怕姊姊生氣賣掉)，並以電郵和母親告知其生活狀況。而母親給她的旅遊書則丟失了，卻被栞子秘密保管着。
篠川智惠子
栞子與文香的母親，十年前失蹤，下落不明，實為尋找父親賣走的莎士比亞珍本。久我山家的私生女，因曾被生父培訓為舊書店繼承人，自身持有一定的舊書知識（栞子的舊書知識就是源自於母親），推理能力也高於栞子。和各自擁有家庭的父母關係疏離，認為靠自身能力也能開創事業，拒絕繼承父親的事業(令其在沒有合適繼承人的情況下，不得不變賣書店)，並故意接近競爭對手的兒子(栞子的父親)及嫁給他，替書店開創郵購服務的生意。多年後才察覺父親故意在外國低價變賣以復刻本為「書盒」隱藏的莎士比亞珍本，造成她離家出走，在外國以郵購外文舊書籍網店的生意尋找該書。最終在女兒們和大輔耗費巨資把該書拍賣回來後，以自己生意資金買回，並提議讓栞子和大輔幫她工作，以訓練兩人的經營能力。同時承認大輔為其女婿的地位，但仍對他患有失讀症的缺點心感可惜。
會運用自身過人的洞察力找到他人的弱點，並加以利用，為了書甚至會做出不道德的事(繼承自生父生意人的野心)，因此栞子對她非常反感。但事實上一直透過志田知道女兒們的近況，丈夫也知道其離家的原因並支持她。離家前曾為女兒們按各自的喜好留下不同的書及聯絡電郵。
在年過七十後，回到文現里亞古書堂附近買下一棟宅第，把郵購網店生意交給栞子夫婦打理和繼承，表面上與書為伴退休隱居。實際上已為外孫女扉子繼承舊書店和網店作準備，看中身為同業杉尾家繼承人，又因父母離異等原因而沒有學過相關教育的樋口恭一郎，利用對方祖父和母親為爭奪去世父親杉尾康明(也是智惠子的學生)遺下的大量藏書一事(實為母親想燒毀書籍以避免恭一郎變成和生父一樣的書痴，拋棄自己，而祖父則想保護兒子的遺物，以留待自己未來離世後把家業和藏書都留給孫子)，刻意暗中引導事件捲入扉子一家為中介委託，促使恭一郎因母親燒書的舉動而徹底和母親疏遠，並把自己的藏書庫借給他隨時來閱讀，借此增加他和扉子親近的機會，期望他未來以外孫女婿的身份和扉子成為自己心目中最理想的繼承人。
五浦絹子
《漱石全集·新版》初登場。
大浦的外婆。已故。生前經營著『五浦食堂』。死去的丈夫是入贅女婿。
五浦惠理
《漱石全集·新版》初登場。
五浦家的三女。大輔的母親，丈夫也是入贅女婿。有兩個同母異父的姊姊。
田中嘉雄
《漱石全集·新版》初登場。大輔真正的外公，惠理的生父，絹子婚外情的戀人，田中敏雄的祖父。與大輔一样，身材高大。生前為舊書收藏家和《晚年》珍本的前持有者，因生活不繼而不得不以低价賣掉《晚年》。
五浦舞子
《漱石全集·新版》初登場。
五浦家的長女，大輔的姨母，居住在藤澤市。遺傳了她父親矮小的特征。
志田肇（假名）
《拾穗・聖安徒生》初登場。
背取屋，文現里亞古書堂的男性常客。家住在鵠沼的橋底。
在「遺失拾穗」的事件解決後，與小菅的關係變得親近，彼此會交換閱讀的心得，被小菅稱呼為「老師」。
笠井菊哉（假名）
《拾穗・聖安徒生》初登場。
背取屋，『笠井堂』（網絡書店）店主，通稱『男爵』（取自《背取男爵數奇譚》）。
令栞子脊椎受傷的犯人，真名為田中敏雄，為大輔的表兄弟。
小菅奈緒
《拾穗・聖安徒生》初登場。
與文香同年級的女高中生。在事件發生後成為文現里亞古書堂的常客。
西野
《拾穗・聖安徒生》初登場。
奈緒的同班同學，同時也是暗戀對象。但本人對奈緒囂張高傲的態度感到不悅，拒絕了奈緒送的禮物。後事件被奈緒的妹妹傳出後，遭女生們白眼和疏遠，因認為是奈緒「男朋友」的大輔宣揚出去，而故意報復燒毀書店門口的書本。最終留下案底後，被逼轉學。
坂口昌志
《邏輯學入門》初登場，為更新人士及視障人士。坂口家次男，曾因被嫂嫂誤會而和兄長家疏遠，兄長死後其姪女透過委託篠川栞子解開了小時候的誤會，而和昌志一家人和好。
坂口忍
《邏輯學入門》初登場。昌志的妻子，夫婦年紀差距大，但感情很好，後育有一子。
田中敏雄/大庭葉藏(假名)/笠井菊哉(假名)
《晚年》初登場。
千方百計想擁有擬為其祖父田中嘉雄曾持有、現由文現里亞古書堂收藏的太宰治《晚年》珍本，希望以高價收購未果後，不惜將栞子推下石階，入屋行竊。一度被栞子用計使他以為《晚年》珍本已燒毀，後發現文現里亞古書堂的未拆頁珍本不是其祖父曾持有的書(田中嘉雄的藏書已經拆頁)，而是久我山家(智惠子的生父)的舊書店低價買走。
本名田中敏雄，笠井菊哉和大庭葉藏只是他的其中兩個假身份（方便接近古書堂得知《晚年》的位置），為大輔的表兄，名字由祖父命名，有關舊書的知识亦是由他傳授的。對大輔有來自血緣的熟悉感，會不知覺與其交談甚多。
在入獄前，知悉栞子的騙局和久我山家持有的藏書，一度想以奪走栞子交由大輔保管的《晚年》交換久我山家持有的藏書，但因不想傷害同為血親的大輔(透過祖父家中持有缺少《從始以後》的瀨石全集與大輔描述相符知道)，而答應與他合作。
瀧野蓮杖
港南台「瀧野書店」的兒子。
留著一頭分邊的短黑髮，下巴有些鬍渣，戴著金屬框的眼鏡。栞子的舊識，因父母同行，小時候便會到彼此家裡玩。
井上太一郎
辻堂古書店「一人書房」的店主。主要經手懸疑和科幻作品。
身材如鐵絲般消瘦的白髮男子。栞子母親的舊識，對栞子母女非常反感。

## 出版書籍
| 卷數 | ASCII Media Works | ASCII Media Works | ASCII Media Works      | 台灣角川             | 台灣角川       | 台灣角川               | 天闻角川             | 天闻角川      | 天闻角川               |
| 卷數 | 標題              | 發售日期          | ISBN                   | 標題                 | 發售日期       | ISBN                   | 標題                 | 發售日期      | ISBN                   |
| ---- | ----------------- | ----------------- | ---------------------- | -------------------- | -------------- | ---------------------- | -------------------- | ------------- | ---------------------- |
| 1    |                   | 2011年3月25日     | ISBN 978-4-04-870469-4 | 栞子與她的奇異賓客   | 2012年7月25日  | ISBN 978-986-287-800-2 | 栞子与她的奇异宾客   | 2013年6月5日  | ISBN 978-7-5356-6215-6 |
| 2    |                   | 2011年10月25日    | ISBN 978-4-04-870824-1 | 栞子與她的謎樣日常   | 2013年2月1日   | ISBN 978-986-325-017-3 | 栞子与她的谜样日常   | 2013年8月20日 | ISBN 978-7-5356-6364-1 |
| 3    |                   | 2012年6月23日     | ISBN 978-4-04-886658-3 | 栞子與無法抹滅的羈絆 | 2013年7月3日   | ISBN 978-986-325-406-5 | 栞子与无法消失的牵绊 | 2013年11月5日 | ISBN 978-7-5356-6611-6 |
| 4    |                   | 2013年2月22日     | ISBN 978-4-04-891427-7 | 栞子與雙面的容顏     | 2014年3月20日  | ISBN 978-986-325-669-4 | 栞子与两张面具       | 2014年2月20日 | ISBN 978-7-5356-6782-3 |
| 5    |                   | 2014年1月24日     | ISBN 978-4-04-866226-0 | 栞子與心手相繫之時   | 2014年11月25日 | ISBN 978-986-366-210-5 | 栞子与相连之时       | 2014年11月5日 | ISBN 978-7-5500-1083-3 |
| 6    |                   | 2014年12月25日    | ISBN 978-4-04-869189-5 | 栞子與迂迴纏繞的命運 | 2015年6月25日  | ISBN 978-986-366-528-1 | 栞子与轮回的宿命     | 2015年6月20日 | ISBN 978-7-5500-1381-0 |
| 7    |                   | 2017年2月25日     | ISBN 978-4-04-892640-9 | 栞子與無止盡的舞台   | 2017年6月29日  | ISBN 978-986-473-711-6 | 栞子与无尽的舞台     | 2017年11月1日 | ISBN 978-755-002-454-0 |
| 8    |                   | 2018年9月22日     | ISBN 978-4-04-912044-8 | 扉子與不可思議的訪客 | 2019年3月27日  | ISBN 978-957-564-832-9 |                      |               |                        |
| 9    |                   | 2020年7月18日     | ISBN 978-4-04-913083-6 | 扉子與空白的時間     | 2023年1月18日  | ISBN 978-626-352-173-5 |                      |               |                        |
| 10   |                   | 2022年3月25日     | ISBN 978-4-04-913952-5 | 扉子與虛幻之夢       | 2024年2月20日  | ISBN 978-626-378-422-2 |                      |               |                        |
| 11   |                   | 2024年3月23日     | ISBN 978-4-04-915298-2 | 扉子她們與繼承之路   | 2025年2月26日  | ISBN 978-626-415-119-1 |                      |               |                        |

### Official Book
| 角川書店 | 角川書店      | 角川書店              | 角川書店 |
| 標題     | 發售日期      | ISBN                  | 叢書     |
| -------- | ------------- | --------------------- | -------- |
|          | 2013年5月25日 | ISBN 978-40-4100827-0 | 角川文庫 |
|          | 2017年2月25日 | ISBN 978-40-4104900-6 | 角川文庫 |

### 作家選集
※收錄於
| KADOKAWA | KADOKAWA      | KADOKAWA               | KADOKAWA       |
| 標題     | 發售日期      | ISBN                   | 叢書           |
| -------- | ------------- | ---------------------- | -------------- |
|          | 2025年1月24日 | ISBN 978-4-04-916149-6 | MediaWorks文庫 |

## 評價和反應
在2012年1月日文版系列發行數量超過103萬本，是MediaWorks文庫首次出現百萬銷量的作品。至2012年4月超過200萬本，第三冊2012年6月發行時累積超過300萬本。第四冊2013年發行時累積超過470萬本。
《古書堂事件手帖》是2012年書店大獎的得獎作品（第8名），也是文庫本首次得到書店大獎的作品。入圍第65回日本推理作家協會賞短編部門，2011年被書雜誌社選為最佳小說。

## 作品中提到的書籍
※粗體字為章節標題所提到的書籍。

### 第1冊
第一話
- 夏目漱石《漱石全集・新版》（岩波書店）
  - 《漱石全集第八册從此以後》
- 卡文·安娜《茱麗亞與火箭砲（Julia and the Bazooka）》

第二話
- 小山清（日语：小山清）《拾穗・聖安徒生》（新潮文库）
- 今和次郎（日语：今和次郎）、吉田謙吉（日语：吉田謙吉）《考現學》
- 查爾斯·狄更斯《我們共同的朋友（英语：Our Mutual Friend）》
- 費夫賀、馬爾坦（英语：Henri-Jean Martin））《印刷書的誕生》
- 式場隆三郎（日语：式場隆三郎）《完整版 二笑亭綺譚》
- 杉山茂丸（日语：杉山茂丸）《百魔》
- 福克納《聖殿》（新潮社）
- 彼得·金迪生（英语：Peter Dickinson）《行屍走肉（Walking Dead）》（三麗鷗SF文庫）

第三話
- 維諸格拉多夫／庫兹明《邏輯學入門》（青木文庫）

第四話
- 太宰治《晚年》（砂子屋書房）
  - 〈小丑之花〉

### 第2冊
序章、終章
- 坂口三千代（日语：坂口三千代）《Cracra日記》（文藝春秋）

第一話
- 安東尼·伯吉斯《發條橘子》（早川文库NV）
- 国枝史郎（日语：国枝史郎）《完本・蔦葛木曽棧》（桃源社）
- 名和弓雄（日语：名和弓雄）《十手·捕縛事典》
- 《江戶町方制度》
- 娥蘇拉·勒瑰恩《雙人故事（Very Far Away from Anywhere Else）》（集英社文庫）

第二話
- 福田定一《給上班族的名言隨筆》（六月社）
- 司馬遼太郎
  - 《豬與薔薇（日语：豚と薔薇）》（東方社）
  - 《街道漫步（日语：街道をゆく）》
  - 《波斯幻術師》
- 有吉佐和子
  - 《華岡清州之妻（日语：華岡青洲の妻）》
  - 《火焰》
- 井上靖
  - 《敦煌》
  - 《天平之甍》
  - 《流轉》
- 山田風太郎《山田風太郎忍法全集》（講談社）
- 国枝史郎（日语：国枝史郎）
  - 《八嶽魔神》
  - 《神州纐纈城》

第三話
- 足塚不二雄《UTOPIA 最後的世界大戰》（鶴書房）
- 池波正太郎《錯亂》（文藝春秋新社）
- 藤子不二雄
  - 《奇天烈大百科》
  - 《小鬼Q太郎》
  - 《哆啦A夢》
  - 《小超人帕門》
  - 《怪物王子》
  - 《劇畫毛澤東傳》
  - 《米諾陶之盤》

### 第3冊
序章、終章
- 《國王的驢耳朵》（POPLAR社）

第一話
- 羅伯特·富蘭克林·楊《蒲公英女孩》（集英社文庫）
- 西谷祥子（日语：西谷祥子）
  - 《奧林帕斯山的微笑》
  - 《表親聯盟》
- 《年刊科幻傑作選2》（創元推理文庫）
- 《奇妙的故事》（文春文庫）
- 三浦健太郎《烙印勇士》
- 奧浩哉《GANTZ殺戮都市》
- 史鐸金《影子、影子、影之國（Shadow, shadow on the wall）》
- 鲍勃·肖（英语：Bob Shaw）《逝去的日子，此刻的幻影（Other days, Other eyes）》
- 秋山正美（日语：秋山正美）《舊書術。》
- 岩男淳一郎《絕版文庫挖掘筆記》
- 志多三郎《街上的舊書店入門》
- 福里曼·克勞夫茲《葛魯特公園殺人事件（The Groote Park Murder）》
- 《訂婚·結婚儀式事典》

第二話
- 艾杜瓦德·烏斯賓斯基「有著貍貓、鱷魚和狗，像繪本般的作品」
- 室山真弓《鹹蛋ㄚ頭（日语：あさりちゃん）》
- 紡木たく（日语：紡木たく）《HOT ROAD（日语：ホットロード）》

第三話
- 宮澤賢治
  - 《春與修羅（日语：春と修羅）》（關根書店）
    - 〈永別之朝〉
    - 〈昴〉
    - 〈真空溶媒〉

  - 《要求特別多的餐廳（日语：注文の多い料理店）》
  - 《銀河鐵道之夜》
  - 《風之又三郎（日语：風の又三郎）》
- 雨果《悲慘世界》

### 第4冊
第一章
- 江戶川亂步
  - 《孤島之鬼（日语：孤島の鬼）》
  - 《怪人二十面相》
  - 《D坂殺人事件》
  - 《黃金假面（日语：黄金仮面）》
  - 《帕諾拉馬島綺譚》
  - 《兩分銅幣》
  - 《心理測驗》
  - 《江川蘭子》
- 小林信彥（日语：小林信彥）《冬之神話》（講談社）
- 莫里斯·盧布朗《怪盜亞森羅蘋》

第二章
- 江戶川亂步
  - 《少年探偵團（日语：少年探偵団）》
    - 《少年偵探：江戶川亂步全集》（POPLAR社）
      - 《透明怪人》
      - 《魔法博士》
      - 《惡魔人偶》
      - 《二十面相的詛咒》

  - 《蜘蛛男》
  - 《吸血鬼》
  - 《非人之戀（日语：人でなしの恋）》
  - 《幽鬼之塔》
  - 《鐵人Q》
  - 《塔上的魔術師》
  - 《魔法人偶》
  - 《宇宙怪人（日语：宇宙怪人）》（光文社）
  - 《怪奇四十面相（日语：怪奇四十面相）》（光文社）
  - 《魔法人偶》（光文社）。與POPLAR社出版之《惡魔人偶》為同書異名。
  - 《人間椅子》
  - 《黑蜥蜴》
  - 《大金塊（日语：大金塊）》
  - 《電人M（日语：電人M）》
  - 《飛翔的二十面相》
  - 《黃金怪獸》
  - 《青銅魔人（日语：青銅の魔人）》（光文社）
  - 《虎牙（日语：虎の牙）》（光文社）
  - 《妖怪博士（日语：妖怪博士）》（講談社）
- 橫溝正史《本陣殺人事件 黑貓亭事件（日语：黒猫亭事件）》（角川文庫）
- 《日本思想體系（日语：日本思想大系）》（岩波書店）
- 《明治文化全集（日语：明治文化全集）》（日本評論社）
- 夢野久作《白髮小僧》（誠文堂）

第三章
- 江戶川亂步
  - 《押繪與旅行的男人（日语：押絵と旅する男）》
  - 《鬼之言葉》（春秋社）
  - 《我的夢想與真實》（東京創元社）
  - 《一寸法師》
  - 《湖畔亭事件》
  - 《空中紳士》（博文社）
  - 《殺人迷路》
  - 《火繩槍》
  - 《沒有嘴唇的臉》
- 安野光雅《旅行繪本》（福音館書店）
- 愛倫坡
  - 《莫爾格街凶殺案》
  - 《金甲蟲》
- 橫溝正史《代作懺悔》

### 第5冊
序章、終章
- 理查德·布勞提根《愛的去向（英语：The Abortion: An Historical Romance 1966）》（新潮文庫）

第一話
- 《彷書月刊（日语：彷書月刊）》（弘隆社·彷徨舍）
- 《日本古書通信》
- 凱窪（英语：Roger Caillois）《石頭寫的（L'Ecriture des pierres）》
- 甲賀三郎《甲賀三郎全集》（湊書房）
- 喬治·巴塔耶《喬治·巴塔耶作品集》
- 生田耕作（日语：生田耕作）《生田耕作全集》
- 《東京人》。雜誌，非川端康成之著作。
- 馬歇爾·埃梅、宗左近（日语：宗左近）（譯者）《他人的脖子（法语：La Tête des autres） 月之小鳥們（法语：Les oiseaux de lune）》（東京創元社）

第二話
- 手塚治虫
  - 《怪醫黑傑克》（秋田書店）
  - 《原子小金剛》
  - 《森林大帝》
  - 《寶馬王子》
  - 《三眼神童》
  - 《佛陀》
  - 《火鳥》
  - 《修馬力傳奇（日语：シュマリ）》
  - 《MW毒氣風暴》
  - 《手塚治虫漫畫全集》（講談社）
  - 《三個阿道夫》
  - 《向陽之樹》
- 尾田榮一郎《航海王》（週刊少年Jump）

斷章II
- 小沼丹（日语：小沼丹）《黑色手帕》（創元推理文庫）

第三話
- 寺山修司
  - 《請賜予我五月》（作品社）
  - 《離家出走的建議（家出のすすめ）》（角川文庫）
  - 《丟掉書本上街去》
  - 《藍色種子在太陽裡》（角川書店）
- 中井英夫《獻給虛無的供品（日语：虚無への供物）》
- 《現代詩手帖（日语：現代詩手帖）》（思潮社）
- 《短歌研究》（短歌研究社）

斷章III
- 木津豐太郎《詩集 普通的雞》（書肆季節社）

### 第6冊
序章
- 狄更斯《小杜麗II》
- 《HOLY BIBLE》

第一章
- 太宰治
  - 《跑吧！美樂斯》
  - 《晚年》
    - 〈思考的蘆葦〉
    - 〈回憶〉
    - 〈葉〉
    - 〈浪漫奇談〉

  - 《太宰治全集》（筑摩文庫（日语：ちくま文庫））
  - 《人間失格》
  - 《斜陽》
  - 《御伽草紙（日语：お伽草紙 (太宰治)）》
  - 《女學生》
  - 《右大臣實朝》
- 《世界文學大系》（筑摩書房）
  - 席勒《人质（英语：Die Bürgschaft）》
- 西塞羅《論義務（英语：De Officiis）》

第二章
- 太宰治
  - 《越級申訴（日语：駈込み訴へ）》（月曜莊）
  - 〈盲人獨笑〉
  - 《太宰治論集》（ゆまに書房）
  - 《皮膚與心（日语：皮膚と心）》（竹村書房）
  - 《狂言之神（日语：狂言の神）》（三島書房）
  - 《東京八景》（實業之日本社（日语：実業之日本社））
  - 《十五年間》

第三章
- 太宰治《晚年》
- 黑木舜平《斷崖的錯覺》（收錄於《文化公論》雜誌）。
- 赤瀬川原平（日语：赤瀨川原平）《東京混合計畫》

### 第7冊
第一章
- 內田百閒《新·大貧帳》（福武文庫）
- 威廉·莎士比亞
  - 《人肉質入裁判》（鶴鳴堂）
  - 《羅密歐與茱麗葉》
  - 《哈姆雷特》
  - 《馬克白》
  - 《奧賽羅》
  - 《李爾王》
  - 《凱薩大帝》
  - 《安東尼與克麗奧佩托拉》
  - 《馴悍記》
  - 《皆大歡喜》
  - 《仲夏夜之夢》
  - 《愛的徒勞》
  - 《無事生非》
  - 《第十二夜》
  - 《辛白林》
- 太宰治《新哈姆雷特（日语：新ハムレット）》

第二章
- 威廉·莎士比亞
  - 《THE TRAGEDIE OF Troylus and Cressida》
  - 《雅典的泰門》

### 第8冊
序章、終章
- 板垣信久、小西千鶴《昭和天皇的三餐》（旭屋出版）

第一話
- 北原白秋、與田準一（日语：与田凖一）編著《枳花 北原白秋童謠集》（新潮文库）
- 北原白秋《枳花（日语：からたちの花）》（新潮文库）
- 艾杜瓦德·烏斯賓斯基《車布與他的朋友們》（新讀書社）
- 《電玩通》（ASCII）

第二話
- 「我與母親的回憶之書（《FINAL FANTASY V Piano Collections》）」（NTT出版）
- 久生十蘭《久生十蘭全集》（三一書房）
- 羅傑·凱洛斯（英语：Roger Caillois）《遊戲與人類》（講談社學術文庫）
- 《BEEP!MEGA DRIVE》（SOFTBANK）
- 《全勝PC Engine》（角川書店）
- 伏見つかさ《我的妹妹哪有這麼可愛！》（電擊文庫）
- 《FINAL FANTASY IV Piano Collections》
- 《FINAL FANTASY VI Piano Collections》
- 宮崎駿《宮崎駿的妄想筆記 滿是泥巴的老虎》（大日本繪畫）

第三話
- 佐佐木丸美（日语：佐々木丸美）《雪之斷章》（講談社）

第四話
- 內田百閒《國王的背》（樂浪書院）
- 森田玉（日语：森田 たま）《木棉隨筆（日语：もめん随筆）》（中央公論社）
- 芥川龍之介《點心》（金星堂出版）

終章
- 《我的書―2010年的紀錄》（新潮文庫）

## 漫畫版
角川書店版〈Kadokawa Comics A〉
- 原作：三上延／作畫：／人物原案：

| 卷數 | 角川書店      | 角川書店               | 台灣角川      | 台灣角川               |
| 卷數 | 發售日期      | ISBN                   | 發售日期      | ISBN                   |
| ---- | ------------- | ---------------------- | ------------- | ---------------------- |
| 1    | 2012年6月21日 | ISBN 978-4-04-120371-2 | 2013年7月20日 | ISBN 978-986-325-448-5 |
| 2    | 2013年1月8日  | ISBN 978-4-04-120581-5 | 2013年8月28日 | ISBN 978-986-325-477-5 |
| 3    | 2013年7月23日 | ISBN 978-4-04-120780-2 | 2014年3月12日 | ISBN 978-986-325-859-9 |
| 4    | 2014年1月25日 | ISBN 978-4-04-120943-1 | 2014年9月6日  | ISBN 978-986-366-156-6 |
| 5    | 2014年3月24日 | ISBN 978-4-04-121053-6 | 2015年3月13日 | ISBN 978-986-366-402-4 |
| 6    | 2014年9月26日 | ISBN 978-4-04-102113-2 | 2015年7月15日 | ISBN 978-986-366-611-0 |

講談社版〈Afternoon KC〉
- 原作：三上延／作畫：交田稜／人物原案：

| 卷數 | 講談社         | 講談社                 |
| 卷數 | 發售日期       | ISBN                   |
| ---- | -------------- | ---------------------- |
| 1    | 2012年12月21日 | ISBN 978-4-06-387866-0 |
| 2    | 2013年6月7日   | ISBN 978-4-06-387901-8 |
| 3    | 2014年1月23日  | ISBN 978-4-06-387943-8 |

KADOKAWA版〈Kadokawa Comics A〉
- 原作：三上延／作畫：庭春樹／人物原案：

| 卷數 | KADOKAWA | KADOKAWA      | KADOKAWA               |
| 卷數 | 標題     | 發售日期      | ISBN                   |
| ---- | -------- | ------------- | ---------------------- |
| 1    |          | 2024年8月2日  | ISBN 978-4-04-114514-2 |
| 2    |          | 2025年1月10日 | ISBN 978-4-04-115797-8 |

## 外傳輕小說

### 出版書籍
- 原作·監修：三上延／作者：峰守ひろかず（日语：峰守ひろかず）／插圖：おかだ アンミツ

| 卷數 | KADOKAWA                                                                       | KADOKAWA       | KADOKAWA               | 台灣角川                                                   | 台灣角川      | 台灣角川               |
| 卷數 | 標題                                                                           | 發售日期       | ISBN                   | 標題                                                       | 發售日期      | ISBN                   |
| ---- | ------------------------------------------------------------------------------ | -------------- | ---------------------- | ---------------------------------------------------------- | ------------- | ---------------------- |
| 1    | ビブリア古書堂の事件手帖スピンオフ こぐちさんと僕のビブリアファイト部活動日誌  | 2017年3月10日  | ISBN 978-4-04-892755-0 | 古書堂事件手帖外傳 小口同學與我的文現對戰社活動日誌        | 2018年5月23日 | ISBN 978-986-287-800-2 |
| 2    | ビブリア古書堂の事件手帖スピンオフ こぐちさんと僕のビブリアファイト部活動日誌2 | 2018年10月10日 | ISBN 978-4-04-912018-9 | 古書堂事件手帖外傳 小口同學與我的文現對戰社活動日誌2(暫譯) |               |                        |

### 作品中提到的書籍

#### 第1冊
第一話
- 柯南·道爾《名偵探福爾摩斯（1）血字的研究》（POPLAR社）

第二話
- 中島敦《李陵·弟子·高人傳》（角川文庫）

第三話
- 路易莎·梅·艾考特《小婦人》（福音館書店）

第四話
- 娥蘇拉·勒瑰恩《地海巫師 地海傳說I》（岩波書店）

第五話
- 麥克·安迪《說不完的故事》（岩波書店）
- 鎌池和馬《魔法禁書目錄》（電擊文庫）

## 電視劇
2013年1月14日至2013年3月25日，由富士電視台改編為「月九」電視劇，剛力彩芽主演。富士官網中文譯名「彼布利亞古書堂事件記事簿」。電視劇取材自第一至四卷，與原著相比做了不少更動，最終回則創下月九單集最低收視。

### 概要
某座城市的不起眼角落，經營著一家名為彼布利亞的舊書店。店主篠川栞子（剛力彩芽飾）美麗端莊，且具有深厚的舊書知識和縝密的推理能力。單憑舊書主人所留下的蛛絲馬跡，她便能些許窺得陌生人們不為人知的過去和秘密。某天，患有讀書障礙的失業青年五浦大輔（AKIRA飾）請栞子鑒定去世外祖母留下的藏書，從而瞭解了一段鮮為人知的舊事。以此為契機，他得以成為彼布利亞的店員。在此期間，他與淘背商人志田肇（高橋克實飾）和笠井菊哉（田中圭飾）、栞子的弟弟文也（傑西飾）漸次熟稔，而圍繞一本本或平凡或普通的舊書，一段段曲折離奇又饒有趣味的小故事相繼上演……

### 演員陣容

#### Biblia古書堂
- 篠川栞子 - 剛力彩芽／香港配音：何璐怡
- 五浦大輔 - AKIRA（EXILE）／橋爪龍（年幼時）／ 香港配音：陳廷軒
- 志田肇 - 高橋克實／香港配音：招世亮
- 篠川文也 - 傑西（Jesse）（傑尼斯Jr.）／香港配音：胡家豪
- 篠川智惠子 - 安田成美／香港配音：沈小蘭

#### CAFE廿庵
- 藤波明生 - 鈴木浩介／香港配音：李錦綸
- 橫田奈津美 - 北川弘美／香港配音：黃瑩瑩
- 橋本沙耶加 - 內藤理沙／香港配音：成瑤孆
- 佐佐木亞彌 - 特林德爾·玲奈／香港配音：陳皓宜

#### 其他
- 五浦絹子 - 赤座美代子（日语：赤座美代子）／香港配音：黃麗芳
- 五浦惠理 - 松坂慶子／香港配音：雷碧娜
- 田中嘉雄 - 津村和幸
- 舞子 - 川口圭子
- 笠井菊哉 - 田中圭／香港配音：周良鴻
- 小菅奈緒 - 水野繪梨奈（FLOWER）／香港配音：黃昕瑜
- 西野 - 淺香航大／香港配音：梁偉德
- 坂口昌志 - 中村獅童／香港配音：潘文柏
- 坂口忍 - 佐藤江梨子／香港配音：魏惠娥
- 內山 - 遠藤要
- 玉岡聰子 - 森口瑤子
- 古川昴 - 今井悠貴
- 古川小百合 - 峯村理惠
- 玉岡一郎 - 大河內浩

### 主題曲
- E-girls 「THE NEVER ENDING STORY」（Rhythm zone）

### 收視率
| 第01話                                                    | 2013年1月14日 | 夏目漱石 從此以後                   | 偽造的簽字與古書隱藏之謎           | 相澤友子   | 松山博昭 | 14.3% |
| 第02話                                                    | 2013年1月21日 | 小山清 拾穗・聖安徒生               | 為何犯人只偷一本書籍               | 相澤友子   | 松山博昭 | 12.2% |
| 第03話                                                    | 2013年1月28日 | 維諾克拉德夫、庫齊明共著 邏輯學入門 | 今日的顧客是脫逃犯!?               | 相澤友子   | 宮木正悟 | 12.0% |
| 第04話                                                    | 2013年2月4日  | 宮澤賢治 春與修羅                   | 從上鎖的房間中被偷的書             | 岡田道尚   | 宮木正悟 | 11.6% |
| 第05話                                                    | 2013年2月11日 | 安東尼·伯吉斯 發條橘子              | 此次的兩個結果!?名門女校的奇怪事件 | 相澤友子   | 松山博昭 | 11.5% |
| 第06話                                                    | 2013年2月18日 | 太宰治 晚年                         | 我被威脅、異常的男人               | 相澤友子   | 長瀨國博 | 11.7% |
| 第07話                                                    | 2013年2月25日 | 足塚不二雄 UTOPIA最後的世界大戰     | 複數的真相                         | 相澤友子   | 松山博昭 | 10.2% |
| 第08話                                                    | 2013年3月4日  | 羅伯特·F·楊 蒲公英女孩              | 真犯人在彼布利亞                   | 岡田道尚   | 宮木正悟 | 10.4% |
| 第09話                                                    | 2013年3月11日 | 有狸、鱷魚、狗出現 像是繪本的書     | 有狸、鱷魚、狗出現像是繪本的書     | 早船歌江子 | 長瀬国博 | 11.5% |
| 第10話                                                    | 2013年3月18日 | 江戶川亂步 少年偵探團               | 江戶川亂步，少年偵探團             | 相沢友子   | 宮木正悟 | 11.1% |
| 第11話                                                    | 2013年3月25日 | 江戶川亂步 帶著貼畫旅行的人         | 亂步留下的，搞錯了的暗号文         | 相沢友子   | 松山博昭 | 8.1%  |
| 平均收視率 11.4% （收視率由Video Research於關東地區統計） |               |                                     |                                    |            |          |       |

- 最終回更新了由結婚萬歲第10回保持的月九單集最低收視。（2009年4月期『結婚萬歲』第10回收視8.8%）。

| 富士電視台系列 月九                                                | 富士電視台系列 月九                             | 富士電視台系列 月九 |
| ------------------------------------------------------------------ | ----------------------------------------------- | ------------------- |
|                                                                    | 古書堂事件手帖 （2013年1月14日－2013年3月25日） |                     |
| PRICELESS～有才怪，這樣的東西～ （2012年10月22日－2012年12月24日） | 神探伽俐略2 （2013年4月15日－2013年6月24日）    |                     |

| 香港 無綫電視J2 星期日 21:30至22:30 9月1日 21:30至22:45          | 香港 無綫電視J2 星期日 21:30至22:30 9月1日 21:30至22:45 | 香港 無綫電視J2 星期日 21:30至22:30 9月1日 21:30至22:45 |
| ---------------------------------------------------------------- | ------------------------------------------------------- | ------------------------------------------------------- |
|                                                                  | 古書堂事件手帖 （2013.09.01 - 2013.11.10）              |                                                         |
| K-ON!輕音少女劇場版（非戲劇時段） （2013.08.25） （21:30-00:00） | （2013.11.17 - 2014.01.26）                             |                                                         |
| 星期一至五 14:00 - 15:00 10月14日 14:00 - 15:15                  |                                                         |                                                         |
| （2014.09.26 - 2014.10.10）                                      | 古書堂事件手帖 （2014.10.14 - 2014.10.28）              | 神七探偵團 （2014.10.29 - 2014.11.11）                  |

| MY 101綜合台 101富士連線 週二 22:00至23:00    | MY 101綜合台 101富士連線 週二 22:00至23:00 | MY 101綜合台 101富士連線 週二 22:00至23:00 |
| --------------------------------------------- | ------------------------------------------ | ------------------------------------------ |
|                                               | 古書堂事件手帖 （2013.09.10 - 2013.11.19） |                                            |
| 東野圭吾 懸疑故事 （2013.06.25 - 2013.09.03） | 最平凡的奇蹟 （2013.11.26 - 2014.02.04）   |                                            |

### 與原著小說的差異
- 原著中篠川栞子是身材豐滿的女子，因就讀女校，沒有和男性交往的經驗，因此五浦大輔有時不經意地會看到她的胸部，出現五浦覺得尷尬的場面。電視版似乎沒有這些情節。原著中篠川栞子患有大近視而需要佩戴眼鏡，她母親也需要佩戴眼鏡，母女皆留有長髮。電視版中無論篠川栞子還是她母親都沒有戴眼鏡，兩人皆为短髮。
- 原著中篠川栞子有一位妹妹篠川文香；電視版則是弟弟篠川文也。
- 原著五浦大輔的父親在他出生前便已經過世，電視版中父母卻是離婚的。
- 原著沒有藤波明生的角色，因此他的咖啡店也不存在於小說內。
- 原著中坂口昌志賣《邏輯學入門》時篠川栞子仍在醫院，解謎也在醫院裡進行；電視版篠川栞子則在店內。
- 原著中篠川栞子差不多登上石階頂部時，被「大庭葉藏」用力推下肩膊，從石階跌下而受傷；電視版則被「大庭葉藏」踢下而受傷。原著中「大庭葉藏」曾跑下石階搜查篠川栞子的包裹，而確認篠川栞子沒有攜帶《晚年》；電視版則因為藤波明生剛好經過，「大庭葉藏」因而沒有搜尋篠川栞子的包裹。
- 原著中發現西野企圖燒東西的是坂口忍。
- 原著中五浦大輔在古書堂內識破笠井菊哉就是大庭葉蔵，笠井騎上泊在店外的單車趕到醫院，而五浦則騎上機車追他；電視版則是五浦大輔在笠井菊哉離開後才醒悟菊井就是大庭葉藏，騎單車追上笠井後被笠井搶去單車，只好跑到醫院。原著中五浦趕到醫院門外時，包著《晚年》的綢巾剛好從天台跌下；電視版中則是笠井到達醫院時，篠川栞子的頸巾剛好從天台跌下。
- 原著中找尋「有着貍貓、鱷魚和狗，像繪本般的作品」是坂口忍；電視版則改為五浦大輔的前女友高坂晶穗（原著中高坂晶穗出現在第二冊，委託文現里亞古書店收買亡父的書籍），高坂晶穗的家庭狀況也和原著不同，原著中高坂晶穗的父親剛死亡不久，而她本人是父親的情婦所生，而故事也出現高坂晶穗的同父異母姊姊；電視版則只有高坂晶穗和她的母親。

## 電影
2017年2月發表改編成動畫及真人電影消息。
電影版於同年10-11月拍攝，由黒木華及野村周平雙主演，2018年11月1日在日本全國上映。
電影主題曲:北鎌倉的追憶(北鎌倉の思い出)由南方之星(サザンオールスターズ)所唱。

#### 角色及演員
- 篠川栞子 - 黒木華
- 五浦大輔 - 野村周平
- 稲垣 - 成田凌
- 五浦絹子 - 夏帆
- 田中嘉雄 - 東出昌大

## 註解
1. ↑  繁體版卷一譯者為曉峰，卷二起為黃薇嬪。
2. ↑  简体版前两卷沿用繁体版译文，卷三译者为羽蛇，卷四起为朱悦玮。
3. ↑  . 映画ナタリー (ナターシャ). 2017-02-10  [2017-02-10]. （原始内容存档于2021-01-23）.
4. ↑  第一冊後記。
5. ↑  .   [2012-08-12]. （原始内容存档于2016-03-04）.
6. ↑  .   [2012-08-12]. （原始内容存档于2012-01-13）.
7. ↑  .   [2012-08-12]. （原始内容存档于2012-06-24）.
8. ↑  .   [2012-08-12]. （原始内容存档于2009-07-14）.
9. ↑   (PDF). 角川グループ. 2013-02-19  [2013-02-23].[]
10. ↑  .   [2013-04-21]. （原始内容存档于2016-03-04）.
11. ↑  全放送回平均的出典。古書堂事件手帖- Sponichi Annex 藝能 Archive.today的存檔，存档日期2013-05-01、2013年2月19日參照。

## 外部連結
原作
- 《古書堂事件手帖》官方網站（页面存档备份，存于）（日語）

漫畫
- 三上延 《古書堂事件手帖》｜web KADOKAWA （页面存档备份，存于） - 《月刊Asuka》版（日語）
- 講談社Afternoon《古書堂事件手帖》（页面存档备份，存于）（日語）

電視劇
- 古書堂事件手帖 - 富士電視台（日語）

電影
- 古書堂事件手帖 （页面存档备份，存于）（日語）